# Tajuria inexpectata
Tajuria inexpectata är en fjärilsart som beskrevs av John Nevill Eliot 1973. Tajuria inexpectata ingår i släktet Tajuria och familjen juvelvingar. Inga underarter finns listade i Catalogue of Life.